# Martín Lucero
Martín Lucero (Buenos Aires, 23 maggio 1990) è un calciatore argentino, centrocampista svincolato.

## Caratteristiche tecniche
È un trequartista.